# 일곱 번째 내가 죽던 날 (영화)
《일곱 번째 내가 죽던 날》(영어: Before I Fall)은 2017년 미국의 십대 드라마 영화이다. 로런 올리버의 동명 소설을 원작으로 라이 루소영이 연출하고, 마리아 머젠티가 각색하였다. 조이 도이치, 홀스턴 세이지, 로건 밀러 등이 출연한다.

## 출연
- 조이 도이치 - 서맨사 킹스턴 역
- 홀스턴 세이지 - 린지 에지컴 역
- 로건 밀러 - 켄트 맥풀러 역
- 키언 롤리 - 롭 코크런 역
- 얼레이나 캠포리스 - 줄리엣 사이크스 역
- 디에고 보네타 - 데임러 씨 역
- 제니퍼 빌스 - 킹스턴 부인 역
- 신시 우 - 앨리 해리스 역
- 리브 휴슨 - 애나 카툴로 역
- 니컬러스 리 - 댄 킹스턴 역
- 에리카 트람블레이 - 이지 킹스턴 역
- 클레어 콜렛 - 데블 큐피드 역
- 론 커티스 - 에인절 큐피드 / 매리언 역